# Europacup I hockey mannen 1984
De 11de Europacup I hockey voor mannen werd gehouden van 8 tot en met 11 juni 1984 in het Spaanse Terrassa. Het deelnemersveld bestond uit 8 teams. Het Duitse TG Frankenthal won deze editie door in de finale het Belgische Royal Uccle Sport THC te verslaan. Voor Nederland deed Klein Zwitserland mee.

## Uitslag poules

### Poule A
| Team                     | Pnt | GS | W | G | V | DV | DT | DS  |
| ------------------------ | --- | -- | - | - | - | -- | -- | --- |
| 1. Royal Uccle Sport THC | 5   | 3  | 2 | 1 | 0 | 9  | 4  | +5  |
| 2. Atlètic Terrassa      | 5   | 3  | 2 | 1 | 0 | 9  | 5  | +4  |
| 3. Dinamo Alma Ata       | 2   | 3  | 1 | 0 | 2 | 8  | 5  | +3  |
| 4. Belfast YMCA          | 1   | 3  | 0 | 1 | 2 | 3  | 15 | -12 |

| Atletic Terrassa  | 3-1 | Belfast           |
| Dinamo Alma Ata   | 0-1 | Royal Uccle Sport |
| Dinamo Alma Ata   | 6-0 | Belfast           |
| Atletic Terrassa  | 2-2 | Royal Uccle Sport |
| Atletic Terrassa  | 4-2 | Dinamo Alma Ata   |
| Royal Uccle Sport | 6-2 | Belfast           |

### Poule B
| Team                 | Pnt | GS | W | G | V | DV | DT | DS |
| -------------------- | --- | -- | - | - | - | -- | -- | -- |
| 1. TG Frankenthal    | 5   | 3  | 2 | 1 | 0 | 7  | 5  | +2 |
| 2. Klein Zwitserland | 4   | 3  | 2 | 0 | 1 | 12 | 5  | +7 |
| 3. Spei Leasing Roma | 2   | 3  | 1 | 0 | 2 | 7  | 11 | -4 |
| 4. Neston HC         | 1   | 3  | 0 | 1 | 2 | 3  | 8  | -5 |

| Neston            | 1-5 | Klein Zwitserland |
| Frankenthal       | 4-3 | Spei Leasing      |
| Spei Leasing      | 2-1 | Neston            |
| Frankenthal       | 2-1 | Klein Zwitserland |
| Frankenthal       | 1-1 | Neston            |
| Klein Zwitserland | 6-2 | Spei Leasing      |

## Finales 23 mei 1984
- 4A-4B Belfast – Neston 1-0
- 3A-3B Dinamo Alma Ata - Spei Leasing Roma 5-0
- 2A-2B Atletic Terrassa - Klein Zwitserland 4-3
- 1A-1B Royal Uccle Sport - Frankenthal 2-3

## Einduitslag
1.  TG Frankenthal 

2.  Royal Uccle Sport THC 

3.  Atlètic Terrassa 

4.  HC Klein Zwitserland 

5.  Dinamo Alma Ata 

6.  Spei Leasing Roma 

7.  Belfast YMCA 

8.  Neston HC